# Tubérculo olfatorio
El tubérculo olfativo (TO), también conocido como tuberculum olfactorium, es un centro de procesamiento multisensorial que se encuentra en el córtex olfativo y el estriado ventral y desempeña un papel en la cognición de la recompensa. También se ha demostrado que el TO desempeña un papel en las conductas locomotoras y atencionales, especialmente en relación con la capacidad de respuesta social y sensorial, y puede ser necesario para la flexibilidad conductual. El TO está interconectado con numerosas regiones cerebrales, especialmente los centros sensoriales, de excitación y de recompensa, lo que lo convierte en una interfaz potencialmente crítica entre el procesamiento de la información sensorial y las respuestas conductuales subsiguientes.
El TO es una estructura compuesta que recibe información directa del bulbo olfatorio y contiene las características morfológicas e histoquímicas del pálido ventral y el cuerpo estriado del cerebro anterior. Las neuronas dopaminérgicas de la vía mesolímbica se proyectan sobre las neuronas espinosas medias GABAérgicas del núcleo accumbens y el tubérculo olfativo (el receptor D3 es abundante en estas dos áreas). Además, el OT contiene agrupaciones celulares estrechamente empaquetadas conocidas como islas de Calleja, que consisten en células granulosas. Aunque forma parte del córtex olfativo y recibe información directa del bulbo olfatorio, no se ha demostrado que desempeñe un papel en el procesamiento de los olores. 

## Estructura
El tubérculo olfatorio difiere en ubicación y tamaño relativo entre humanos, otros primates, roedores, aves y otros animales. En la mayoría de los casos, el tubérculo olfatorio se identifica como una protuberancia redonda a lo largo del cerebro anterior basal anterior al quiasma óptico y posterior al pedúnculo olfatorio. En los seres humanos y otros primates, la identificación visual del tubérculo olfatorio no es fácil porque la protuberancia del cerebro anterior basal es pequeña en estos animales. Con respecto a la anatomía funcional, el tubérculo olfatorio puede considerarse parte de tres redes más grandes. En primer lugar, se considera que forma parte del cerebro anterior basal, el núcleo accumbens y los núcleos amigdaloides debido a su ubicación a lo largo de la región ventral rostral del cerebro, es decir, la parte frontal-inferior. En segundo lugar, se considera parte de la corteza olfativa porque recibe información directa del bulbo olfativo. En tercer lugar, también se considera parte del estriado ventral basándose en datos anatómicos, neuroquímicos y embriológicos. 
Una de las características más llamativas del tubérculo olfativo son los grupos celulares en forma de media luna, muy juntos, que se localizan principalmente en la capa III y a veces en la capa II. Estas agrupaciones celulares, denominadas islas de Calleja, están inervadas por proyecciones dopaminérgicas procedentes del núcleo accumbens y la sustancia negra, lo que sugiere el papel que desempeña el tubérculo olfativo en el sistema de recompensa.
El tubérculo olfativo es un centro de procesamiento multisensorial debido al número de inervaciones que van hacia y desde otras regiones cerebrales como la amígdala, el tálamo, el hipotálamo, el hipocampo, el tronco encefálico, las fibras sensoriales auditivas y visuales, y una serie de estructuras del sistema de recompensa-despertar, así como el córtex olfativo. Debido a sus numerosas inervaciones procedentes de otras regiones cerebrales, el tubérculo olfativo participa en la fusión de la información de los sentidos, como las integraciones olfativa/auditiva y olfativa/visual, posiblemente de forma relevante para el comportamiento. Por tanto, es probable que un daño en el tubérculo olfatorio afecte a la funcionalidad de todas estas áreas del cerebro. Ejemplos de esta alteración son los cambios en el comportamiento normal guiado por el olor y las alteraciones en la modulación del estado y el comportamiento motivacional, que son comunes en trastornos psiquiátricos como la esquizofrenia, la demencia y la depresión.
Se ha demostrado que el tubérculo olfativo desempeña un papel importante en el comportamiento. Se ha demostrado que las lesiones unilaterales del tubérculo olfatorio alteran la atención, la capacidad de respuesta social y sensorial, e incluso el comportamiento locomotor. Se ha demostrado que las lesiones bilaterales reducen el comportamiento copulatorio en ratas macho. También se ha demostrado que el tubérculo olfativo está especialmente implicado en la recompensa y las conductas adictivas. Se ha demostrado que en las ratas el suministro de cocaína en el tubérculo olfativo es superior al del núcleo accumbens y el pallidum ventral, otros centros de recompensa del cerebro. De hecho, el suministro de cocaína en el tubérculo olfativo llega a unas 200 veces por hora e incluso hasta la muerte. 
La contribución funcional del tubérculo olfativo al olfato no está clara en la actualidad; sin embargo, existen pruebas de que puede desempeñar un papel perceptivo. Los trabajos de Zelano, et al. sugieren que el tubérculo olfativo puede ser crucial en la clasificación de las fuentes de información olfativa, lo que sugiere que también puede desempeñar un papel en el comportamiento guiado por el olor. Así, puede vincular la percepción del olor con la acción a través de sus conexiones con los sistemas de atención, recompensa y motivación del cerebro anterior basal. Los datos de imágenes funcionales de este mismo grupo también muestran que el tubérculo olfativo se activa en gran medida durante las tareas que requieren atención, por lo que desempeña un papel importante en los sistemas relacionados con la excitación.
Dado que el tubérculo olfativo es un componente del estriado ventral, está muy interconectado con varios centros cerebrales relacionados con la afectividad, la recompensa y la motivación. También se sitúa en la interfaz entre la entrada sensorial olfativa y los circuitos moduladores del comportamiento dependientes del estado, es decir, el área que modula el comportamiento durante ciertos estados fisiológicos y mentales. Por lo tanto, el tubérculo olfativo también puede desempeñar un papel importante en la mediación del comportamiento de aproximación y evitación de olores, probablemente de forma dependiente del estado.

### Anatomía
En general, el tubérculo olfativo está situado en la parte basal del cerebro anterior del animal, dentro del lóbulo temporal medial. Concretamente, partes del tubérculo están incluidas en la corteza olfativa y anidadas entre el quiasma óptico y el tracto olfativo y ventral al núcleo accumbens. El tubérculo olfativo consta de tres capas, una capa molecular (capa I), la capa de células densas (capa II) y la capa multiforme (capa III). Además de las islas de Calleja, características del tubérculo, también destaca por estar inervado por neuronas dopaminérgicas del área tegmental ventral. El tubérculo olfatorio también consta de elementos heterogéneos, como el haz medial del cerebro anterior, y tiene una extensión ventral del complejo estriado. En la década de 1970 se descubrió que el tubérculo contiene un componente estriado compuesto por neuronas espinosas medias GABAérgicas. Las neuronas GABAérgicas se proyectan al pálido ventral y reciben entradas glutamatérgicas de regiones corticales y entradas dopaminérgicas del área tegmental ventral.

### Características morfológicas y neuroquímicas
La porción ventral del tubérculo olfativo consta de tres capas, mientras que la porción dorsal contiene densos grupos de células y linda con el pálido ventral (dentro de los ganglios basales). La estructura de las partes más ventrales y anteriores del tubérculo puede definirse como elevaciones anatómicamente definidas (formadas por giros y surcos) y grupos de células. 
Los tipos celulares más comunes en el tubérculo olfativo son las células espinosas densas de tamaño medio que se encuentran predominantemente en la capa II (capa de células densas). Las dendritas de estas células están cubiertas por axones inmunorreactivos a la sustancia p (S.P.I) hasta la capa III (capa multiforme). Estas células también se proyectan al núcleo accumbens y al putamen caudado, vinculando así el tubérculo olfativo con el pálido. Otras células de tamaño medio residen también en las capas II y III del tubérculo olfativo. Entre ellas se encuentran las neuronas pobres en espinas y las células fusiformes, que se diferencian de las células medianas densas porque tienen árboles dendríticos dispersos. Las células de mayor tamaño, y la característica más llamativa del tubérculo olfativo, son los grupos celulares densamente empaquetados en forma de media luna, Islas de Calleja, que residen principalmente en la porción dorsal del tubérculo olfativo, capa III, y también pueden encontrarse en la capa II. El tubérculo olfativo también contiene tres clases de células pequeñas que se encuentran principalmente en las capas I y II. Las primeras son las células piales (denominadas así por su ubicación cerca de la superficie pial), que parecen células espinosas densas de tamaño medio en miniatura. Las segundas son células radiadas y se identifican fácilmente por sus numerosas dendritas multidireccionales sin espinas. Las terceras, las células espinosas pequeñas, son similares a las células piales en el sentido de que también parecen células espinosas de tamaño medio, salvo que no están situadas cerca de la superficie pial.

## Desarrollo
Para formar el tubérculo olfativo confluyen células migratorias procedentes de varios lugares del desarrollo. Esto incluye la eminencia ganglionar ventral (que se encuentra en la parte ventral del telencéfalo, donde forman protuberancias en los ventrículos que más tarde se convertirán en los ganglios basales, presentes sólo en estadios embrionarios) y la pared telencefálica rostromedial (del cerebro anterior). Las neuronas del tubérculo olfativo se originan ya en el día embrionario 13 (E13), y el desarrollo celular se produce de forma específica para cada capa. La aparición de las tres capas principales del tubérculo olfativo comienza casi simultáneamente. Las neuronas grandes de la capa III se originan entre E13 y E16, mientras que las pequeñas y medianas se originan entre E15 y E20. Al igual que las células pequeñas y medianas de la capa III, las células de la capa II y los puentes estriatales también se originan entre E15 y E20 y se desarrollan en un gradiente de lateral a medial. Las células granulares de las islas de calleja se originan entre E19 y E22 y siguen migrando hacia las islas hasta mucho después del nacimiento.
Las fibras del tracto olfatorio lateral comienzan a ramificarse en el tubérculo olfatorio alrededor de E17. La porción lateral del tubérculo olfatorio (que linda con el tracto olfatorio) recibe la entrada de fibras más densa y la porción medial recibe proyecciones de fibras ligeras. Esta ramificación continúa hasta completarse hacia el final de la primera semana después del nacimiento.

## Función

### Procesos multisensoriales
El tubérculo olfatorio desempeña un papel funcional en la integración multisensorial de la información olfativa con sentidos extra-modales. La información sensorial auditiva puede llegar al tubérculo olfativo a través de redes en las que participan el hipocampo y el pálido ventral o directamente desde el córtex olfativo, lo que demuestra un posible papel del tubérculo olfativo en la integración sensorial auditiva olfativa. Se ha demostrado que esta convergencia provoca la percepción del sonido, causada por la interacción entre el olfato y el sonido. Esta posibilidad se ha visto respaldada por trabajos en los que el tubérculo olfatorio mostraba convergencia olfato-auditiva.
También se han encontrado proyecciones retinianas en la capa II del tubérculo olfativo, lo que sugiere que constituye una región de convergencia olfativa y visual. Estas fibras sensoriales visuales llegan desde las células ganglionares de la retina. Así pues, el tubérculo olfativo puede desempeñar un papel en la percepción de los olores cuando se identifica una fuente visual.
En cuanto a la olfacción, los datos in vitro de algunos estudios sugieren que las unidades del tubérculo olfativo tienen la capacidad funcional de otras neuronas del centro olfativo en el procesamiento de olores. Se ha sugerido que el tubérculo olfativo puede ser crucial para determinar la fuente de información olfativa y responde a las inhalaciones de olor a las que se presta atención.

### Papel en el comportamiento
Se ha demostrado que el tubérculo olfativo está relacionado principalmente con la recepción de impulsos sensoriales procedentes de receptores olfativos. Debido a sus conexiones con regiones como la amígdala y el hipocampo, el tubérculo olfativo puede desempeñar un papel en el comportamiento. Las ratas dependen en gran medida de la entrada sensorial de los receptores olfativos para sus actitudes conductuales. Los estudios muestran que las lesiones bilaterales en el tubérculo olfativo reducen significativamente el comportamiento estereotipado, como el comportamiento copulatorio en ratas macho y una reducción en los comportamientos de olfatear y masticar. Estas inhibiciones estereotipadas pueden deberse a la eliminación de procesos neuronales centrales distintos de las células dopaminérgicas del tubérculo olfativo. Se ha demostrado que las lesiones unilaterales alteran la atención, la respuesta social y sensorial e incluso el comportamiento locomotor en ratas.

### Excitación y recompensa
Las neuronas dopaminérgicas del área tegmental ventral que inervan el tubérculo olfativo permiten que éste desempeñe un papel en la recompensa y la excitación, y parece mediar parcialmente en el refuerzo de la cocaína. Se ha demostrado que las porciones anteromediales del tubérculo median algunos de los efectos gratificantes de drogas como la cocaína y la anfetamina. Esto se ha demostrado en estudios en los que las ratas aprenden a autoadministrarse cocaína en proporciones significativamente altas en el tubérculo. Las inyecciones de cocaína en el tubérculo inducen un fuerte comportamiento de locomoción y cría en las ratas.

## Importancia clínica
La naturaleza multisensorial del tubérculo olfatorio y las numerosas inervaciones que recibe de otras regiones cerebrales, especialmente la entrada directa del bulbo olfatorio y las inervaciones del área tegmental ventral, hacen probable su implicación en varios trastornos psiquiátricos en los que la olfacción y los receptores de dopamina están afectados.
Muchos estudios han descubierto una sensibilidad olfativa reducida en pacientes con trastornos depresivos mayores (TDM) y demencia y esquizofrenia. Se ha demostrado que los pacientes con TDM tienen el bulbo olfatorio y el córtex olfativo reducidos en comparación con las personas normales. En las demencias, especialmente las del tipo de la enfermedad de Alzheimer, están afectados el bulbo olfatorio, el núcleo olfatorio anterior y el córtex orbitofrontal, todas las áreas del cerebro que procesan el olfato. Los déficits observados en la demencia incluyen la disminución de la sensibilidad al umbral de olor, la identificación de olores y la memoria olfativa. Los pacientes con esquizofrenia presentan déficits en la discriminación olfativa que no se observan en pacientes con otros trastornos psiquiátricos no mencionados aquí. Rupp, et al. descubrieron que en los pacientes con esquizofrenia se reducen la sensibilidad y la discriminación olfativas, así como las capacidades de identificación de orden superior. Como se ha mencionado anteriormente, el tubérculo olfativo puede estar implicado en la percepción de olores debido a las entradas recibidas del bulbo y, por tanto, por extensión, puede desempeñar un papel en estos trastornos psiquiátricos.

## Historia
El tubérculo olfatorio fue descrito por primera vez por Albert von Kölliker en 1896, quien lo estudió en ratas. Desde entonces, se han realizado varios estudios histológicos e histoquímicos para identificarlo en otros roedores, gatos, humanos, primates no humanos y otras especies. Varios autores han realizado estudios similares para determinar la composición celular y las inervaciones hacia y desde otras regiones del TO. A lo largo de los años, se han empleado otros métodos para averiguar las posibles funciones y el papel del TO en el cerebro. Comenzaron con los estudios de lesiones y los primeros registros electrofisiológicos. Las mejoras tecnológicas han hecho posible la colocación de múltiples electrodos en el tubérculo olfativo y el registro de animales anestesiados e incluso despiertos que participan en tareas conductuales.